# Surkh Kotal

Surkh Kotal se encontraba en la parte sur de Bactria.

Surkh Kotal, también conocido como Chashma-i Shir o Sar-i Chashma es un antiguo yacimiento arqueológico ubicado en la parte sur de la región histórica de Bactria, al norte de lo que conforma actualmente Afganistán y a unos dieciocho kilómetros al norte de la ciudad de Puli Khumri, la capital de la provincia de Baglán.

## Hallazgos arqueológicos
El yacimiento de Surkh Kotal fue excavado entre 1952 y 1966 por el profesor Daniel Schlumberger de la Delegación Arqueológica Francesa en Afganistán y se trata del principal foco de información del Imperio kushán, destando principalmente templos de enormes proporciones, las inscripciones Surkh Kotal, la estatua del rey Kanishka (S. I - II) y el Altar del Fuego. En 2001, la estatua del rey fue destruido durante la ola iconoclasta por parte de los talibanes, pero posteriormente fue restaurada por restauradores y conservacionistas franceses. Algunas de las esculturas del sitio se salvaron al ser trasladadas al Museo Nacional de Afganistán (también conocido como el "Museo de Kabul"), mientras que gran parte del material que quedó en el yacimiento, fue saqueado por completo durante la Guerra Civil Afgana.

### Las inscripciones
Una de las piezas más destacadas que se encontraron, fue la Inscripción de Surkh Kotal, que reveló parte de la cronología de los primeros emperadores de Kushán, mientras que otro fragmento de esa cronología se encontró en la inscripción de Rabatak, en las inmediaciones de Surkh Kotal. Originalmente, fueron en Idioma bactriano y escritas en alfabeto griego. 